# KOKIA
KOKIA（1976年7月22日—），日本女歌手，小提琴家吉田恭子之妹。原名吉田亞紀子，KOKIA一名為將亞紀子的日文平假名倒寫的方式。

## 人物簡介

### 履歷
自幼時起便通過學習小提琴和鋼琴，小學和國中就學於立教女學院，所以對讚美歌十分熟悉。其後就讀於桐朋女子高等學校音樂科及桐朋學園大學音樂部專攻聲樂，並同時學習歌劇和古典音樂。學生時代曾在ECC的檀香山市長盃英語辯論大會，以日本高中和大學生為對象的英語演講比賽中出賽，並獲得優勝。
1998年，大學四年級時，受到日向敏文的提携，以單曲《（因为爱你）》藉由Pony Canyon初次亮相。2000年，與Pony Canyon的合約到期之後，參與河村隆一的「ЯKS」計畫，收錄歌曲於兩張單曲與一張專輯。2001年，與Victor Entertainment簽約，發行單曲《tomoni》。2003年發行了第八張作為電視劇主題曲的單曲《（不变）〜since 1976〜》，並緊接著發行了第九張作為廣告配歌的單曲《The Power of Smile》，並在朝日電視的〈Music Station〉節目中首次演唱了〈The Power of Smile〉。2004年，作為雅典奧運日本選手團官方聲援曲目的第11張單曲《夢想就是力量》，在當時被電視和報紙等媒體廣泛採用，并趁势推出了第四張專輯《（歌唱就是力量）》。 
2006年，KOKIA發行了自己的首張精選集《pearl 〜The Best Collection〜》和首張DVD《Jewel 〜The Best Video Collection〜》。同年五月，成立個人事務所anco&co.，並從原先的唱片公司獨立，之後立即於六本木的斯威特埠迪尔召开首次Monthly Live演唱會，並持續六個月。
2007年，由於富士電視臺節目使用了樂曲並得到了強烈的反響，所以該單曲再次販售。同時因為經歷了新潟縣中越沖地震，本人直接為柏崎社區放送電視臺專門提供了歌曲，該曲自由電視臺播出直到單曲發行為止，都被各種電視和新聞廣泛的利用著。之後接受了自衛隊的邀請，於同年8月6日在柏崎市民廣場開設了到場觀眾3000餘名，由陸上自衛隊東部方面音樂隊提供伴奏的Live演唱會《向未來振翅之柏崎音乐会》，同曲用自主製作盤的形式在以新潟縣柏崎市為中心的地帶發售。同年11月，為Victor Entertainment的動畫作品專用髮型公司flying DOG發行了替萬代出品的NDS遊戲《Tales of Innocence》所創作的主題曲單曲《Follow the Nightingale》。
2008年，因為在新潟縣中越沖地震的災後復興活動中被給予很高的評價，從而被授予社團法人日本青年会議所主辦的青年版国民榮譽獎「第22回人間力大賞」。同年2月，出道十週年紀念專輯《The Voice》發行，十週年演唱會的DVD也於7月發行。
2010年，KOKIA第11張專輯《Real World》於3月發行。同年4月，NHN公司在澀谷舉辦線上動作冒險遊戲《龙之谷》完成披露會，邀請KOKIA現場演唱該遊戲的主題曲《Road to Glory ～ for Dragon Nest》。

### 日本以外的人氣

#### 中國大陸
2002年4月，專門為三得利烏龍茶創作的《風潮current》廣告曲在上海地區播放，特別收錄了《風潮current》的中國版專輯《trip trip》也在中國限量發行。2016年至2019年，連續四年在上海舉辦演唱會；同時，2017年和2018年連續兩年在廣州舉辦演唱會。

#### 香港
1999年，專輯《songbird》在香港發售，其中收錄的第三張單曲在同年的香港國際流行音樂大獎中獲得了第三名的成績，並被鄭秀文用粵語翻唱為《Arigatou》並獲得第一名。同時，專輯收錄曲被港劇《妙手仁心》选为插曲，又因為为化妝品《Fancl無添加》的广告歌而在香港廣為人知。2001年，第五張單曲《Say Hi！！》作為化妝品資生堂的廣告歌，在日本以外的亞洲地區播放。同年年末，在香港的除夕四大倒計時活動中演出。包括上述在香港的成功，KOKIA確立了自己在亞洲範圍內的風靡。

#### 台灣
2003年，台灣偶像劇《海豚灣戀人》將KOKIA首張專輯中的《I catch a cold》和用作該劇的靈魂插曲。該劇捧紅了張韶涵的同時，借由劇集的收視效應擴大了KOKIA的知名度。2005年，在日本以外亞洲地域播出的奧林巴斯相機廣告，亦採用了新作《This is your life》，引發了熱烈的討論。

#### 歐美
2002年，第二張專輯裡的《a gift》為斯巴鲁汽車的廣告歌，在歐洲全境播放。
2006年，在坎城的國際音樂展銷會，與Rin'和Rie fu同台演出。同年11月，第六張專輯《aigakikoeru》於法國先行發行。同時起自2006年至2008年，在巴黎舉辦了個人Live演唱會，在巴黎有1800餘人到場。2008年，在比利時舉辦Live演唱會。2009年，在法國巴黎（三場）、愛爾蘭、波蘭、比利時、德國舉行巡迴演唱會，相關的DVD《Wherever I am〜world tour 2009 in Europe〜》亦在同年發行。2010年，在法國巴黎舉辦了藝術展覽。

## 作品

### 單曲
1. 愛しているから（1998年4月29日推出）
  1. 愛しているから（電視劇「ブラザーズ」插曲）
  2. You
  3. 愛しているから（Original Karaoke）
  4. You（Original Karaoke）
2. Tears in Love（1998年11月18日推出）
  1. Tears in Love
  2. Blue Night
  3. Tears in Love（Backing Track）
  4. Blue Night（Backing Track）
3. ありがとう…（1999年6月17日推出）
  1. ありがとう…（電視劇「トツゼン親娘」主題歌／「カワズ君の検索生活」挿入歌＝泣ける２ちゃんねるコーナー）
  2. 愛しているから-Sincerely Version-
  3. ありがとう…（Backing Track）
  4. 愛しているから-Sincerely Version-（Backing Track）
4. tomoni（2001年5月23日推出）
  1. tomoni
  2. Yes I Know
5. Say Hi!!（2001年8月22日推出）
  1. Say Hi!!
  2. もくじ
6. 天使（2001年11月21日推出）
  1. 天使
  2. Whisper
7. 人間ってそんなものね（2002年1月23日推出）
  1. 人間ってそんなものね
  2. もう愛せない
  3. Moonlight Shadow（マイク・オールドフィールドのカバー曲）
8. かわらないこと～since 1976～（2003年5月21日推出）
  1. かわらないこと～since 1976～（テレビドラマ「愛しき者へ」主題歌）
  2. tell tell 坊主（電視動畫「ハングリーハート -Wild Striker-」片尾主題歌）
  3. かわらないこと～since 1976～（Instrumental Version）
  4. tell tell 坊主（Instrumental Version）
9. The Power of Smile／Remember the kiss（2003年9月24日推出）
  1. The Power of Smile（「エッセンシャル ダメージケア」コマーシャルソング）
  2. Remember the kiss
  3. The Power of Smile（Instrumental Version）
  4. Remember the kiss（Instrumental Version）
10. so much love for you（2004年4月21日推出）
  1. so much love for you（「う!ウマいんです。」片尾主題歌）
  2. New season～夢に向かって吹く風～
  3. iしてる
  4. so much love for you（Instrumental Version）
11. 夢がチカラ（2004年6月23日推出）
  1. 夢がチカラ（「2004年夏季奥林匹克运动会」日本代表選手団公式応援ソング）
  2. 人魚の夢
  3. 夢がチカラ（Instrumental Version）
12. dandelion（2005年2月23日推出）
  1. dandelion（「スーパーテレビ情報最前線」片尾主題歌）
  2. 僕の気持ち
  3. dandelion（Instrumental Version）
13. time to say goodbye（2005年7月21日推出）
  1. time to say goodbye（「金曜エンタテイメント」エンディング主題歌）
  2. 幸せの花束（「新料理東西軍」エンディング主題歌／「赤い羽根共同募金」廣告曲）
  3. time to say goodbye（duet“KOKIA&PIANO”）
  4. 悠久の杜～My Home Town～（「みんなのうた」タイアップソング）
14. 愛のメロディー／調和 oto ～with reflection～（2006年1月1日推出）
  1. 愛のメロディー（動畫電影「銀髮阿基德」的主題曲主題歌）
  2. 調和 oto ～with reflection～（動畫電影「銀髮阿基德」插曲）
  3. 愛のメロディー（Soundtrack Version）
  4. 愛のメロディー（Instrumental Version）
15. ありがとう…（2007年3月16日推出）
  1. ありがとう…（the pearl edition）
  2. 歌う人（映画「ふるさとJAPAN」片尾主題歌）
16. 私にできること（2007年9月16日推出）
  1. 私にできること
  2. Lacrima
  3. 私にできること（カラオケ）
  4. 私にできること（Y子さんへ赠った心のビタミンVer.）
17. NDS用ソフト“テイルズ オブ イノセンス” 片頭曲(Follow the Nightingale) （2007年11月21日推出）
  1. Follow the Nightingale
  2. say goodbye & good day
  3. Follow the Nightingale（カラオケ）
  4. say goodbye & good day（カラオケ）
18. Gunslinger Girl -IL Teatrino- OPテーマ（たった1つの想い）（2008年1月23日推出）
  1. たった1つの想い
  2. 生まれたての白
  3. たった1つの想い（カラオケ）
  4. 生まれたての白（カラオケ）
19. Phantom ～Requiem for the Phantom～ 片頭曲（Karma）（2009年4月22日推出）
  1. Karma
  2. Insonnia
  3. Karma (Instrumental Version)
  4. Insonnia (Instrumental Version)
20. 君をさがして／last love song （2009年8月5日推出）
  1. 君をさがして
  2. What a wonderful world
  3. last love song
  4. クルマレテ
21. single mother／クリスマスの響き （2009年11月18日推出）
  1. single mother
  2. クリスマスの響き
  3. Smile
  4. 白い犬と踊る夜
22. 孤独な生きもの／あの日の私に（2010年3月17日推出）
  1. 孤独な生きもの
  2. あの日の私に
  3. 心の季節
  4. The Long and Winding Road
23. 桜の樹の下/光の方へ（2011年4月27日）
  1. 桜の樹の下 （動畫OVA「最遊記外伝」OP）
  2. 光の方へ  （動畫OVA「最遊記外伝」ED）
24. Memorial days（2012年1月25日）
  1. Memorial days
  2. 0からの始まり
25. 光をあつめて（2012年1月25日）
  1. 光をあつめて
  2. Faraway
26. New Day,New Life（2012年1月25日）
  1. New Day,New Life
  2. life~生命の響~
27. 夢追人（2012年3月1日）
  1. 夢追人
28. 記憶の光（2013年3月27日）
  1. 記憶の光
  2. Where to go my love (single ver.)

### 專輯
1. songbird（1999年7月16日推出）
  1. 私は歌う小鳥です
  2. そよ風が草原をなでるように
  3. I catch a cold
  4. 白い雪
  5. River
  6. 昼下がりの時
  7. You
  8. Live Alone
  9. ありがとう…
  10. エリカ
  11. 愛しているから-Sincerely Version-
2. trip trip（2002年1月23日推出）
  1. 調和
  2. 次会う時は
  3. Say Hi!!
  4. The rule of the universe
  5. Princess Ehime
  6. 天使
  7. ぴんくの象
  8. Hello passing days
  9. 花
  10. 人間ってそんなものね
  11. 足音
  12. tomoni
  13. a gift（EUでのスバルCMソング）
3. Remember me（2003年11月12日推出）
  1. Prologue“Remember me”
  2. 私の太陽（テレビアニメ「ハングリーハート -WILD STRIKER-」エンディング主題歌）
  3. Different way
  4. かわらないこと～since 1976～
  5. Happy birthday to me
  6. with music
  7. 安心の中
  8. そら
  9. The Power of Smile
  10. Clap your hands!
  11. I believe～海の底から～
  12. 大事なものは目蓋の裏
  13. question
  14. sigh
  15. Remember the kiss（duet“KOKIA&Piano”）
4. 歌がチカラ（2004年7月21日推出）
  1. 夢がチカラ
  2. a girl
  3. so much love for you
  4. 空に太陽　あなたに私
  5. ピンチはチャンス
  6. キラリ
  7. give&take
  8. New season～夢に向かって吹く風～
  9. 歌う人
  10. 夢がチカラ（acoustic version）
5. pearl～The Best Collection～（2006年2月1日推出）
  1. The Power of Smile
  2. 愛のメロディー
  3. dandelion
  4. 幸せの花束
  5. かわらないこと～since 1976～
  6. 私の太陽
  7. Remember the kiss～a wish～
  8. Desperado
  9. 夢がチカラ／Brave warrior
  10. 歌う人
  11. time to say goodbye
  12. 調和 oto ～with reflection～
  13. so much love for you
  14. I believe～海の底から～
  15. ありがとう…（the pearl edition）
  16. The Power of Smile～a gentle breeze～
6. aigakikoeru（2007年5月23日推出）
  1. いつか誰かを愛した時
  2. 宇宙が…
  3. アヒルのココロ
  4. 二人の娘
  5. 覚醒～Open Your Eyes～
  6. cocoro
  7. Humanitarian
  8. so sad so bad
  9. やさしくされると　やさしくなれる花
  10. ぬくもり
  11. why do I sing?
  12. あたたかい場所
  13. 祈りにも似た美しい世界
  14. 命の光
  15. ありがとう…（from KOKIA 2007）
7. The Voice（2008年2月20日推出）
  1. 穏やかな静けさ
  2. Follow the Nightingale（ニンテンドーＤＳ用ソフト「テイルズ　オブ　イノセンス」ＯＰテーマ）
  3. Ave Maria
  4. 届きますように
  5. song of pocchong ～雫の唄
  6. ごめんね。
  7. Lacrima
  8. 何もかもが星になって
  9. il mare dei suoni
  10. everlasting
  11. 小さなうた
  12. 「私にできること」（Special Track for Japan Only）
  13. say goodbye & good day（海外版第12軌，ＮＤＳ用ソフト「テイルズ　オブ　イノセンス」ＥＤテーマ）
8. Fairy Dance ～KOKIA meets Ireland～（2008年9月24日推出）
  1. Lydia～Fairy Dance
  2. song pf pocchong～雫の唄
  3. 悲しくてやりきれない
  4. Black is The Colour
  5. 蘇州夜曲
  6. Siuil a Run
  7. そのままでいい～be as you are
  8. Taimse im Chodladh
9. Christmas Gift（2008年11月12日推出）
  1. Amazing Grace
  2. Hallelujah
  3. I'll be home for Christmas
  4. We three kings of orient are
  5. Christmas Medley
  6. Teo Torriatte(Let us cling together)
  7. Ave Maria
  8. It came upon a midnight clear
  9. 聖なる夜に〜holy night
  10. 心のロウソク
  11. Remember the kiss~Dedicated to "new" NY~
10. KOKIA∞AKIKO~balance~（2009年3月18日推出）
  1. 花宴
  2. うす桃色の季節
  3. +sing
  4. 道化
  5. usaghi
  6. 夜明け~rebirth
  7. ゲマトリア
  8. 星屑のヴォカリーズ
  9. life goes on
  10. 戦火の花
  11. この胸の苦しみが愛おしいほどに生きて
  12. Infinity
11. AKIKO∞KOKIA〜balance〜（2009年3月18日推出）
  1. 忘れ物
  2. 大きな背中
  3. おばあちゃん
  4. サルスベリの揺れる頃
  5. Home
  6. vintage love
  7. bridge
  8. はじまり
  9. infinity
  10. 世界の終わりに
  11. 罪滅ぼしの歌
12. Coquillage ～The Best Collection II～（2009年12月2日推出）
  1. 祈り†
  2. Ave Maria
  3. あたたかい場所
  4. song of pocchong~雫の唄
  5. 道化
  6. What a wonderful world
  7. この胸の苦しみが愛おしいほどに生きて
  8. ぬくもり~aigakikoeru~ (with strings)
  9. infinity
  10. say goodbye & good day
  11. 小さなうた
  12. 世界の終わりに
  13. 心のロウソク
  14. Everlasting
  15. ありがとう… (the Coquillage edition)
  16. Candle in the Heart
13. Real World（2010年3月31日推出）
  1. Birth
  2. Road to Glory ~ for Dragon Nest
  3. U-CHA-CHA
  4. Real World
  5. 最終上映
  6. Love is Us, Love is Earth
  7. ジュゴンの空
  8. 孤独な生きもの
  9. Single Mother
  10. 君をさがして
  11. 音の旅人
  12. 私が見たもの
  13. この地球がまるいお陰で
  14. The woman
14. Musique a la Carte（2010年9月15日推出）
  1. What a wonderful world
  2. Hallelujah
  3. Amazing Grace
  4. Love Me Tender
  5. Teo Torriatte (Let Us Cling Together)
  6. Over The Rainbow
  7. Black Is The Colour
  8. Moonlight Shadow
  9. Scarborough Fair
  10. Bye Bye Blackbird
  11. The Long And Winding Road
  12. Bridge Over Troubled Water
  13. Smile
  14. Desperado
15. Moment（2011年5月18日推出）
  1. moment ～今を生きる～
  2. te a te
  3. from 16
  4. 大人のオオカミ
  5. 大丈夫 だいじょうぶ
  6. 本当の音
  7. 優しい調べ
  8. 空でつながってる
  9. 愛と平和と音楽と
  10. 5つ目の季節
  11. もう一度…
16. Where to go my love?（2013年3月20日推出）
  1. Dance with the wind
  2. 愛はこだまする
  3. you are not alone
  4. liar liar ~ロマンティックワルツ
  5. something blue & something red
  6. ヒトの中にあるもの
  7. 微笑みを忘れないように
  8. 夢の途中
  9. 映画のような恋でした
  10. Where to go my love(Piano ver.)
  11. One by one, Day by day(The 5th season concert ver.)(初回盤限定Special Track)
17. I found you (2015年3月18日推出)
  1. Family Tree
  2. おいしい音 yum yum music
  3. Recover
  4. Solace ～記憶の森に積もる絵画
  5. オギャーと産まれて
  6. I Found the Love
  7. Make Sense
  8. Dear Armstrong
  9. I Found You
  10. 旅列車 life train
  11. 無力と知った日

### DVD
- Jewel～The Best Video Collection～（2006年2月1日推出）
- Live in Paris 2007 les couleurs de Paris（2007年5月5日推出）
- The VOICE 10th anniversary concert（2008年7月16日推出）
- KOKIA 2009 world tour "∞"（2009年7月22日予定）
- Wherever I am 〜 world tour 2009 in Europe 〜（2009年9月23日予定）

### ЯKS（河村隆一プロデュース）
以下はЯKSの中でKOKIAが担当した楽曲である。
- goes on forever（2000年7月26日推出）

1. goes on forever
2. 風
3. goes on forever（piano&acoustic guitar version）
4. goes on forever（for you）

- melody（2000年9月21日推出）

1. melody
2. 自由な人
3. melody（violin version）
4. melody（for you）

- 彼方まで（2000年12月16日推出）

「激痛」「自由な人」収録

### 限定
- a piece of Christmas（2003年製作，及後於歌迷會聚會及聖誕節Dinner Show等場合派發）

1. まきびとひつじを
2. Sparkling Christmas
3. Eve♀
4. まきびとひつじを（organ instrumental）

- Tokyo Toyota Original CD Smile & Heart（2004年）

1. message voice from KOKIA
2. Bom bom!!ドライブで決めよう
3. Bom bom!!ドライブで決めよう（Instrumental Version）

- 30th birthday present（2006年7月24日“KOKIA 2006 keep moving vol.2～birthday party～”中派發）

1. 祈りにもにた美しい世界
2. いつか誰かを愛した時

- from KOKIA 2008 KOKIA meets Ireland live（2008年9月27日“Fairy Dance〜KOKIA meets Ireland〜”中發售）

1. After my life

- Christmas gift KOKIA 2008（2008年11月16日“KOKIA「Christmas gift」Concert 2008”中發售）

1. きよしこの夜
2. 心のロウソク~English Version

### 其他
- プレイステーションゲーム「テイルコンチェルト」主題歌「For Little Tail」
- テレビアニメ「ブレンパワード」エンディング主題歌「愛の輪郭（フィールド）」（1998年5月21日推出）

1. 愛の輪郭（フィールド）
2. 天神さんの子守歌
3. Dear my mother
4. 愛の輪郭（カラオケ）

- 「ネシアの旅人」主題歌「ネシアの旅人～海と風と人の唄」
- テレビアニメ「人形草紙あやつり左近」挿入歌「さよならは言わないで」
- プレイステーションゲーム「幻想水滸伝II」イメージソング「Currents」
- Red Garden（血色花園原聲集收錄）（2007年1月17日推出）

1. 藍～僅かな思い出
2. 褐～まばらな光
3. 紅～願い
4. 菫～陽と共に
5. 白～私達の響き
6. 銀髮阿基德的片頭曲{KOKIA}